# 呂燁濱
呂燁濱（1959年—2018年8月1日），台灣知名戲劇製作人，曾在民視開台戲劇《菅芒花的春天》《春天後母心》，1999年，製作《親戚不計較》此劇共播出2248集，播出長達將近7年時間，收視更是屢創新高。之後為民視八點檔戲劇等製作。

## 製作節目一覽
- 《菅芒花的春天》
- 《春天後母心》
- 《親戚不計較》
- 《新兵日記》
- 《新兵日記之特戰英雄》
- 《廉政英雄》
- 《風水世家》
- 《幸福來了》